# Stefan Persson (simmare)
Jan Stefan Persson, född den 3 februari 1967 i Malmö, är en svensk före detta tävlingssimmare. Han deltog i 1500 m frisim vid Europamästerskapen 1985, 1987 och 1989 och blev där sjua, fyra respektive fyra, samt på samma distans vid Olympiska spelen 1988 där han kom på sjuttonde plats. På 400 m frisim vid EM kom han även på tolfte plats 1985 och på femtonde 1987.
Stefan Persson tävlade för Malmö KK (Limhamns SS) och blev svensk mästare på 1500 m frisim långbana 1987, 1988, 1989 och 1990, samt kortbana 1986 och 1987. Dessutom tog han SM-guld på 400 m medley (kortbana) 1985 och 1986.
Stefan Persson satte 1987 nya svenska rekord på 800 m kortbana (mellantid i rekordloppet på 1500 m - 7.58,08), samt på 1500 m långbana (14.59,47) och kortbana (15.17.01), vilka var de tre äldsta svenska rekorden från 2008 fram till dess att de blev slagna av Victor Johansson 2014, 2016 respektive 2016..
Stefan Persson tilldelades Skånes simförbunds guldmedalj 1985, 1986 och 1987.
Efter simkarriären har Persson fortsatt som funktionär och han blev invald i Svenska simförbundets styrelse 2014. Han blev, som vice ordförande, 2019 tillförordnad ordförande fram till årsmötet 2020, eftersom den dåvarande ordföranden avgick.